# Toyota RAV4 EV

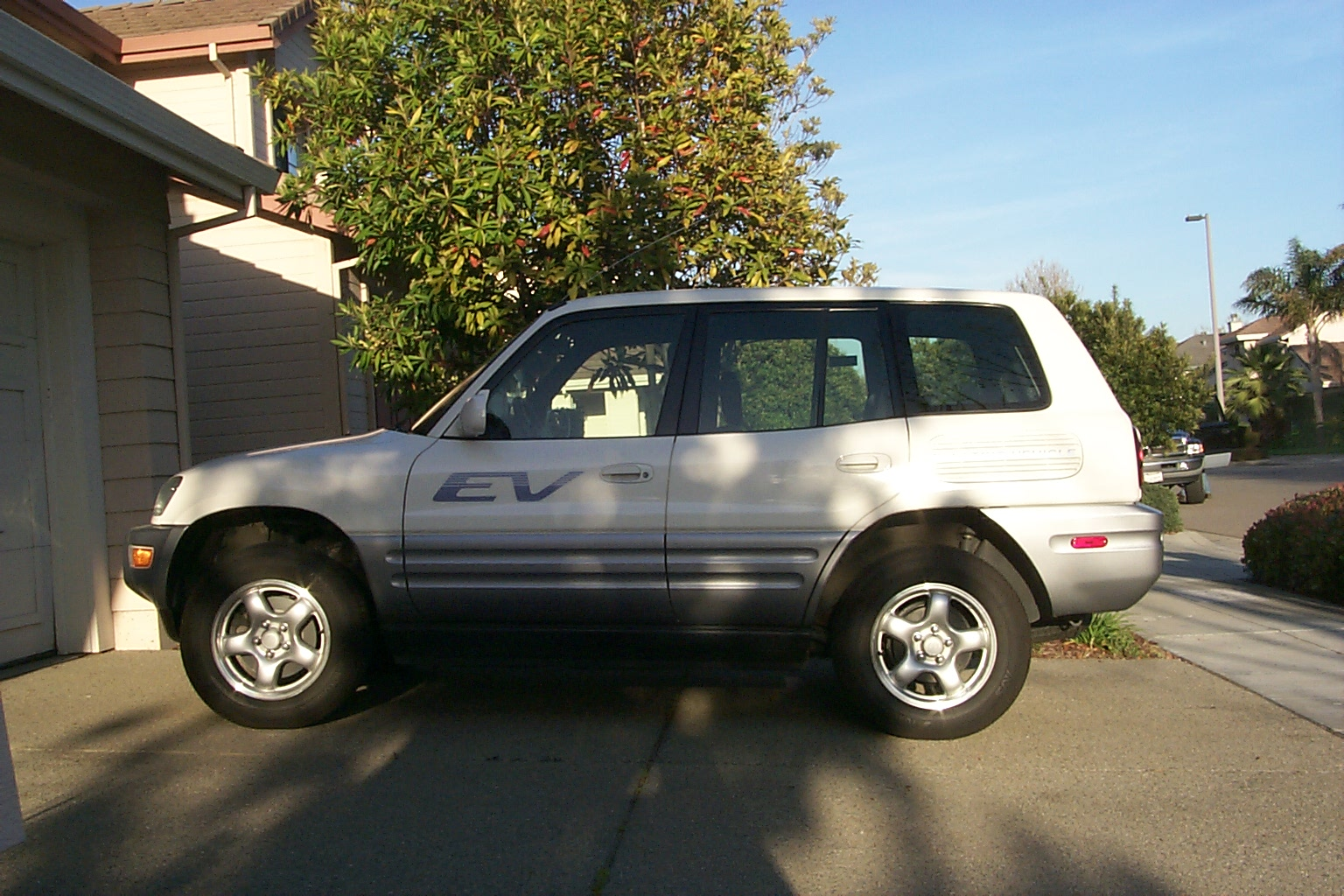
Toyota RAV4 EV

Toyota RAV4 EV — полностью электрическая версия кроссовера Toyota RAV4, выпущенная компанией Toyota ограниченным тиражом (1484 экз.). Автомобили продавались и сдавались в лизинг в Калифорнии с 1997 г. по 2003 г. Такое же рабочее название присвоено разрабатываемому в настоящее время электромобилю на базе современного RAV4[уточнить]. Предполагается, что новый RAV4 EV будет выпускаться на совместном предприятии концернов Toyota Motor и Tesla Motors.

## Первое поколение
Появление электрической версии кроссовера Toyota RAV4 первого поколения (1997–2003) было вызвано политикой калифорнийских властей, направленной на улучшение экологической обстановки в штате, в том числе, и через стимулирование к покупке экологически чистых транспортных средств. Серийный электромобиль оснащался 24 NiMH аккумуляторами по 95 ампер-часов каждый (27 кВт·ч) и имел максимальный пробег на одной зарядке 160—180 км и максимальную скорость в 120 км/ч. Время заряда батареи составляет около 5 часов, заряд осуществляется с помощью специального индукционного (без вилки) зарядного устройства мощностью 6 киловатт от домашней сети для электроплит и электропечей (220 вольт, 30 ампер). Вскоре после снятия с конвейера электромобиля GM EV1 и начала изъятия таких машин у владельцев было завершено и производство Toyota RAV4 EV, однако, эти машины оставили покупателям. Некоторые экземпляры автомобилей на сегодняшний день прошли пробег в 230 000 км на первоначально установленной батарее. Всего компанией выпущено 1575 таких автомобилей, в США существует сообщество владельцев.

## Второе поколение
В мае 2010 года между концерном Toyota и калифорнийским производителем электромобилей Tesla Motors было подписано соглашение о совместном создании экологически чистых средств передвижения. Некоторое время подробности проекта не раскрывались, но в середине июля 2010 года было объявлено, что компании начали совместную работу над вторым поколением электрического Toyota RAV4. В 2011 году были построены 35 тестовых RAV4 EV, а начало серийного выпуска этих автомобилей началось в 2012 году. За период с 2012 по 2014 год было всего было выпущено 2425 электромобилей. Электрокар выпускался в двух версиях: Sport и Normal.
Электродвигатель получает питание от литий-металлооксидных аккумуляторов емкостью 41,8 кВт/ч, производства Tesla. Дальность пробега без подзарядки составляет 160-200 км. Известно, что электромобиль поступил в свободную продажу в США в 2012 году. Электрокар обладал следующими техническими характеристиками:
- Тяговый электродвигатель - 115 кВт (154 л.с.)
- Дальность хода: 160-200 км.
- Аккумуляторы: литий-ионные, емкостью 41,8 кВтч.
- Максимальная скорость: 161 км/ч
- Разгон до сотни: 8,6 с. (7,0 c. Sport)
- Габариты кузова (Д x Ш x В), 4574 x 1816 x 1684 мм
- Масса: 1829 кг

Концерн Toyota представил обновленный кроссовер RAV4 EV. Компания рассчитывает, что обновленный RAV4 EV будет выпускаться как на заводе Toyota Motor, так и на концерне Tesla Motors.